# Liste der Baudenkmale in Süpplingen
In der Liste der Baudenkmale in Süpplingen sind alle Baudenkmale in der niedersächsischen Stadt Süpplingen und der Ortsteile aufgelistet. Die Quelle der Baudenkmale ist der Denkmalatlas Niedersachsen. Der Stand der Liste ist der 18. Dezember 2022.

## Allgemein
In den Spalten befinden sich folgende Informationen:
- Lage: die Adresse des Baudenkmales und die geographischen Koordinaten. Kartenansicht, um Koordinaten zu setzen. In der Kartenansicht sind Baudenkmale ohne Koordinaten mit einem roten Marker dargestellt und können in der Karte gesetzt werden. Baudenkmale ohne Bild sind mit einem blauen Marker gekennzeichnet, Baudenkmale mit Bild mit einem grünen Marker.
- Bezeichnung: Bezeichnung des Baudenkmales
- Beschreibung: die Beschreibung des Baudenkmales. Unter § 3 Abs. 2 NDSchG werden Einzeldenkmale und unter § 3 Abs. 3 NDSchG Gruppen baulicher Anlagen und deren Bestandteile ausgewiesen.
- ID: die Objekt-ID des Baudenkmales
- Bild: ein Bild des Baudenkmales, ggf. zusätzlich mit einem Link zu weiteren Fotos des Baudenkmals im Medienarchiv Wikimedia Commons. Wenn man auf das Kamerasymbol klickt, können Fotos zu Baudenkmalen aus dieser Liste hochgeladen werden:

| Lage                                          | Bezeichnung                     | Beschreibung | ID       | Bild |
| --------------------------------------------- | ------------------------------- | --- | -------- | ---- |
| Breite Straße 26 52° 13′ 20″ N, 10° 54′ 21″ O | St.-Bonifatius-Kirche           | Kleiner Saalbau in Ziegelverblendmauerwerk mit Rundapsis und eingezogenem Portalvorzeichen sowie einem kupferblechgedeckten Dachreiter. Langschifffassade mit überdachten Rundbogenfenstern mit schrägen Fensterbänken sowie Lisenengliederung und Rundbogenfries, auf der Südseite Zwerchgiebel mit drei Bahnen Lanzettfenstern sowie Sakristei. Überstabtes Ostportal unter Rundbogen mit vegetabilen Relief in Tympanon. Dachreiter mit gekuppelten Schallarkaden in der Laterne und Pyramidendach. Im Inneren zahlreiche Heiligendarstellungen. | 32679313 |      |
| Breite Straße 44 52° 13′ 34″ N, 10° 54′ 19″ O | Wohnhaus                        | Zweigeschossiges Wohnhaus auf Kellersockel in Naturstein-Werkstein unter Walmdach in Ziegelpfannendeckung. Gebäudeecken durch Bossensteine hervorgehoben, Fenster in Natursteineinfassungen, im EG unter Segmentbögen, im OG scheitrecht und teils gekuppelt. Zur östlichen Achsenmitte Balkon im OG, darüber Zwerchhaus mit Ziergiebel der Neorenaissance. Westlicher Zugang über Treppenvorbau als Windfang in Zierfachwerk. | 32679349 | BW   |
| Breite Straße 44 52° 13′ 33″ N, 10° 54′ 17″ O | Wirtschaftsgebäude              | Hufeisenförmig um den Innenhof angeordnete Wirtschaftsgebäude, im EG massiv in Kalkstein und Ziegelstein, im OG in Fachwerk mit Ziegelausfachung, unter Satteldächern in Ziegelpfannenbehang. Hofseitig Wirtschaftsöffnungen sowie Remisenvordächer. | 32679092 | BW   |
| Breite Straße 44 52° 13′ 33″ N, 10° 54′ 20″ O | Toranlage                       | Toranlagen aus Kalkstein in Form von Pfeilern mit Relieffeldern, Prellsteinen sowie auskragenden Kapitellen mit Kugelaufsätzen. Steinelemente durch Eisenanker miteinander verzapft. | 32679228 | BW   |
| Brink 8 52° 13′ 48″ N, 10° 54′ 14″ O          | Wohnhaus                        | Zweigeschossiges, breitgelagertes Wohnhaus unter Halbwalmdach in Ziegelpfannendeckung. Erdgeschoss massiv, zur Straße verputzt mit Eckquaderung, hofseitig nachträglich mit Ziegelmauerwerk ersetzt mit Naturstein-Fenstereinfassungen. OG in Fachwerk mit Ziegelausfachung, Giebelseitig sowie Hofseite in vertikaler Bohlenverkleidung mit Zierschnitt. | 32678534 | BW   |
| Brink 8 52° 13′ 48″ N, 10° 54′ 15″ O          | Stall                           | Giebelständig östlich zum Wohnhaus angebautes Wirtschaftsgebäude. EG massiv mit Ziegelmauerwerk sowie Natursteinlaibungen. OG in Fachwerk in Ziegelausfachung. Satteldach in Ziegelpfannendeckung. | 32679075 | BW   |
| Brink 8 52° 13′ 47″ N, 10° 54′ 15″ O          | Scheune                         | Scheune auf abgeknicktem Grundriss als südöstlicher Flügel des geschlossenen Wirtschaftshofes. Fachwerkbau mit Ziegelausfachung unter Halbwalmdach in Krempziegeldeckung, südwestliche Ausfachungen teils mit verputzten Bruchstein. Auf Giebelseiten jeweils außermittige Längsdurchfahrt, hofseitig zwei Wirtschaftstore. | 32679143 | BW   |
| Brink 8 52° 13′ 47″ N, 10° 54′ 14″ O          | Wirtschaftsgebäude              | Zweigeschossiges Fachwerkgebäude auf Sockel unter Satteldach in Krempziegeldeckung. Fachwerkgefüge in Ziegelsichtausfachung, teils in verputzter Bruchsteinausfachung, teils mit Ziegelmauerwerk ersetzt. Hofseitig Wirtschaftsöffnungen und offener Ausguck mit Brüstung im OG. Straßenseitiges EG in Kalksteinmauerwerk, OG in Ziegelpfannenbehang. | 32679211 | BW   |
| Brink 8 52° 13′ 48″ N, 10° 54′ 14″ O          | Toranlage                       | Toreinfahrt aus Kalkstein in Form von Pfeilern mit Fugenschnitt, Prellsteinen, sowie auskragenden Kapitellen mit Kugelaufsätzen. Südlich schließt dem Fußgängerdurchgang eine Kalksteinmauer an. | 32679279 | BW   |
| Dötling 13 52° 13′ 42″ N, 10° 54′ 11″ O       | Wohnhaus                        | | 32678551 | BW   |
| Dötling 13 52° 13′ 43″ N, 10° 54′ 12″ O       | Stall                           | | 32679058 | BW   |
| Dötling 13 52° 13′ 43″ N, 10° 54′ 10″ O       | Scheune                         | | 32679126 | BW   |
| Dötling 13 52° 13′ 42″ N, 10° 54′ 9″ O        | Stall                           | | 32679194 | BW   |
| Föhrstraße 8 52° 13′ 44″ N, 10° 54′ 16″ O     | Wohn-/ Wirtschaftsgebäude       | Zweigeschossiges Fachwerkhaus auf Sockel unter Satteldach in Ziegelsetzung. Südseite mit außermittigen Eingang, OG vorkragend über als Profilschwelle ausgestaltetem Gebälk. Fachwerkgefüge mit K-Streben sowie Fußstrebenpaaren im OG, Ausfachung in verputzter/gestrichener Ziegelsetzung. Auf nördlicher Traufseite symmetrisches Fachwerk ohne Vorkragung. Zur Ostseite niedrigerer Stallanbau unter Walmdach in Krempziegeldeckung, Fachwerkgefüge dort mit gebogenen Streben. | 32678601 | BW   |
| Friedhofsweg 52° 13′ 33″ N, 10° 54′ 41″ O     | Kriegerdenkmal                  | | 32678620 | BW   |
| Krumme Straße 8 52° 13′ 43″ N, 10° 54′ 18″ O  | Wohn-/ Wirtschaftsgebäude       | Zweigeschossiges Fachwerkhaus auf Sockel unter Satteldach in Ziegelsetzung. Südseite mit außermittigen Eingang, OG vorkragend über als Profilschwelle ausgestaltetem Gebälk. Fachwerkgefüge mit K-Streben sowie Fußstrebenpaaren im OG, Ausfachung in verputzter/gestrichener Ziegelsetzung. Auf nördlicher Traufseite symmetrisches Fachwerk ohne Vorkragung. Zur Ostseite niedrigerer Stallanbau unter Walmdach in Krempziegeldeckung, Fachwerkgefüge dort mit gebogenen Streben. | 32678638 | BW   |
| Krumme Straße 12 52° 13′ 42″ N, 10° 54′ 24″ O | Wohnhaus                        | Zweigeschossiger, traufständiger Fachwerkbau unter Satteldach in Ziegelpfannendeckung mit Aufschieblingen. Zur Südseite ein außermittiger Zugang, Fachwerkgefüge mit gekuppelten Ständern und verputzter Ausfachung mit Bordürenakzenten, OG leicht vorkragend mit Fußstrebenpaaren in den Brüstungsgefachen und K-Streben zur Eckversteifung. Im Schwellriegel Inschrift. | 32678674 | BW   |
| Neumark 33 52° 13′ 41″ N, 10° 54′ 9″ O        | Wohnhaus                        | | 32678846 | BW   |
| Steinweg 14 52° 13′ 37″ N, 10° 54′ 18″ O      | St.-Lambertus-Kirche            | Klassizistischer Saalbau als verputzter Massivbau unter Walmdach mit im Kern spätromanischen Westturm. Langhaus mit eingefassten scheitrechten Fenstern mit neogotischen geometrischen Glasmalereien, zur Nordseite achsenmittiger monumentaler Portikus aus Sandstein, westliche Giebelseite mit Zugang im klassizistisch gefasstem Portal. Westturm in erster Hälfte in Kalkstein-Bruchsteinmauerwerk mit zweibahnigen Rundbogenfenstern mit Teilungssäulchen, in zweiter Hälfte in Kalkstein-Schichtmauerwerk mit im Glockengeschoss vierfach gekuppelten Schallarkaden mit Teilungssäulen und Kleeblattbögen. Queraufgesetztes Satteldach in Schieferdeckung, Giebelfelder mit Uhrenblättern, kupferne Laterne mit polygonalem Pyramidenabschluss. | 32678881 |      |
| Steinweg 14 52° 13′ 37″ N, 10° 54′ 16″ O      | St.-Lambertus-Kirche (Kirchhof) | | 32678915 | BW   |
| Steinweg 16 52° 13′ 39″ N, 10° 54′ 13″ O      | Wohnhaus                        | | 32678949 | BW   |
| Steinweg 18 52° 13′ 40″ N, 10° 54′ 16″ O      | Scheune                         | Fachwerkbau auf Ziegelsockel unter Satteldach in Ziegelpfannendeckung. Fachwerkgefüge mit dreifeldigen Streben, dreifacher Verriegelung und einer Ziegelsichtausfachung. Östliche Giebelseite massiv in Bauzierde der Neorenaissance. | 32679041 | BW   |
| Steinweg 18 52° 13′ 42″ N, 10° 54′ 15″ O      | Scheune                         | Zweigeschossiger Bau unter Satteldach in Ziegelpfannendeckung. EG massiv in Bruchsteinmauerwerk, OG in Fachwerk mit Ziegelsichtausfachung. Bauzeitliche Wirtschaftsöffnungen im EG unter Segmentbögen, OG mit Ladeluken. | 32679109 | BW   |
| Steinweg 18 52° 13′ 41″ N, 10° 54′ 13″ O      | Stall                           | Zweigeschossiges Stallgebäude mit abknickenden südlichen Kopfbau unter Satteldach in Ziegelpfannendeckung. EG, freistehende Giebelseite sowie Westfassade massiv in Bruchsteinmauerwerk, ansonsten Fachwerk mit Ziegelsichtausfachung im OG. Bauzeitliche Wirtschaftsöffnungen unter Segmentbögen in Ziegelsetzung. | 32679177 | BW   |
| Steinweg 18 52° 13′ 40″ N, 10° 54′ 14″ O      | Wohnhaus                        | Zweigeschossiger Ziegelbau auf Werkstein-Kellersockel unter Satteldach in Ziegelpfannendeckung. Hofseitig achsenmittiger Zugang hinter zweiläufiger Treppe mit Hochpodest und gusseiserner Brüstung. Überstabte Fassadenöffnungen unter Segmentbögen, auf Südseite mit Werksteineinfassungen. Dort profiliertes Gurtgesims, rückwärtig Deutsches Band. | 32678968 | BW   |
| Thymianstraße 6 52° 13′ 33″ N, 10° 54′ 11″ O  | Wohnhaus                        | | 32679022 | BW   |